# ウェルズ・ファーゴ・センター (フィラデルフィア)
エクスフィニティ・モバイル・アリーナ（Xfinity Mobile Arena）は、アメリカ合衆国ペンシルベニア州フィラデルフィアにある屋内競技場。

## 歴史
建設当時は「スペクトラムII」の仮称となっていた。1996年8月31日にコアステーツ・センターとして開場。1998年にファースト・ユニオンに買収されたときは、ファースト・ユニオン・センターになっていた。さらに、2003年にワコビア銀行に合併された後、ワコビア・センターになっていた。2010年7月にウェルズ・ファーゴが新たに命名権を取得した。
NBAのフィラデルフィア・セブンティシクサーズとNHLのフィラデルフィア・フライヤーズ、AFLのフィラデルフィア・ソウル、ラクロスNLLのフィラデルフィア・ウィングスの本拠地としてもそれぞれ使用されている。1999年にはWWFのレッスルマニアで使用された。
2016年には当地で民主党全国大会が開催された。
2025年8月、エクスフィニティが新たに命名権を取得した。